# Linda Davis
Linda Kaye Davis (* 26. November 1962 in Dotson, Texas) ist eine mehrfach mit dem Grammy ausgezeichnete US-amerikanische Country-Sängerin. Sie ist die Mutter von Hillary Scott, die als Leadsängerin von Lady A (bis 2020 Lady Antebellum) zu den größten Stars der aktuellen Countyszene der USA gehört.

## Karriere
Bevor sie ihre Karriere als Solokünstlerin begann, hatte sie gemeinsam mit Skip Eaton drei kleinere Hits in den Country-Charts als eine Hälfte des Duos Skip & Linda: If You Could See You Through My Eyes, I Just Can't Turn Temptation Down (1982) und This Time (1983). Ab 1988 platzierte Davis dann als Solistin über einen Zeitraum von zehn Jahren 13 Hits in den Country-Charts und nahm fünf Alben für Major-Labels auf.
Ab 1988 stand Davis kurze Zeit bei Epic unter Vertrag. Nachdem aber drei Singles nur bescheidene Chartplatzierungen verbucht hatten, wechselt sie 1990 zu Capitol, wo auch ihr Debütalbum In a Different Light ein Jahr später erschien. Im selben Jahr war Davis auch auf dem Album Back Home Again von Kenny Rogers als Backgroundsängerin zu hören. Die Zusammenarbeit der beiden hält bis heute an, denn Davis begleitete Rogers oft auf Tournee, trat in seinem Vorprogramm auf und sang mit ihm auch im Duett.
Davis’ mit Abstand größter Erfolg war die Ballade Does He Love You (1993), ein Duett mit Reba McEntire, der zu diesem Zeitpunkt erfolgreichsten Country-Sängerin Amerikas. Davis war mit ihr sowohl auf Tournee unterwegs, unterstützte sie aber auch als Backgroundsängerin und hatte bereits auf ihrem Debütalbum eine Komposition von McEntire übernommen. Does He Love You stand eine Woche auf Platz eins der Countrycharts und wurde mit je einen Grammy und CMA Award für den „Vokalevent des Jahres“ ausgezeichnet. Wenige Jahre später nahmen Liza Minnelli und Donna Summer den Titel für Minnellis Album Gently auf. Obwohl Davis und McEntire mit If I Could Live Your Life (1996) und Face to Face (1998) weitere Duette aufnahmen, wurde keine dieser Aufnahmen als Single veröffentlicht.
Durch das Duett mit Reba McEntire verkauften sich Davis’ Solo-Alben besser und sowohl Shoot for the Moon (1994) als auch Some Things Are Meant to Be (1996) für Arista konnten sich in den Charts platzieren. Der Titelsong des letztgenannten Albums war Davis’ größter Erfolg ohne Duettpartner, ein Platz 13 in den Countrycharts. Ein weiterer Top-20-Hit gelang ihr 1998 mit I Wanna Remember This, einem Lied, das auch auf dem Soundtrack zum Actionfilm Black Dog mit Patrick Swayze zu finden ist.
Den kommerziellen Höhepunkt ihrer Karriere hatte Davis Ende 1998 bereits überschritten, als ihr mit I’m Yours letztmals ein Top-40-Hit in den Countrycharts gelang. Das gleichnamige Album für das Label DreamWorks enthielt sowohl neue Songs wie ein Duett mit Randy Travis (Make It Through, für den Nashville-Soundtrack zu Der Prinz von Ägypten) als auch eine Auswahl von bereits veröffentlichten Titeln. Mit From the Inside Out war Davis im Frühjahr 1999 letztmals in den Countrycharts notiert.
Ab 2003 erschienen drei Alben auf dem kleinen Indie-Label Center Hill, die Davis gemeinsam mit ihrem Ehemann Lang Scott produzierte. Beim Weihnachtsalbum Family Christmas war auch ihre gemeinsame Tochter Hillary Scott dabei. Während der Nachfolger  I Have Arrived (2004) gewohnte Countryklänge bot, war Young At Heart (2007) eine Sammlung von Jazzstandards.
Davis war auch danach als Livekünstlerin weiterhin sehr aktiv, ihre Musikkarriere stand aber deutlich im Schatten ihrer Tochter Hillary Scott, die mit der Country-Band Lady Antebellum große Erfolge feiern konnte und mehrfach mit dem Grammy ausgezeichnet wurde. Nachdem bereits 2003 ein gemeinsames Weihnachtsalbum entstanden war, bat Scott ihre Mutter sowie ihren Vater Lang und ihre Schwester Rylee Scott für das von Ricky Skaggs produzierte Album Love Remains ins Studio. Das christliche Popmusik-Werk war ein großer Erfolg, erreichte die Top 10 der US-Charts und wurde mit zwei Grammys und einem Billboard Music Award ausgezeichnet.
2009 wurde Davis für ihre Verdienste um die Countrymusik in die Texas Country Music Hall of Fame aufgenommen.

## Diskografie

### Alben
| Jahr | Titel                       | Höchstplatzierung, Gesamtwochen, AuszeichnungChartplatzierungen (Jahr, Titel, Platzierungen, Wochen, Auszeichnungen, Anmerkungen) | Höchstplatzierung, Gesamtwochen, AuszeichnungChartplatzierungen (Jahr, Titel, Platzierungen, Wochen, Auszeichnungen, Anmerkungen) | Anmerkungen                          |
| Jahr | Titel                       | US | Country | Anmerkungen                          |
| ---- | --------------------------- | --- | --- | ------------------------------------ |
| 1994 | Shoot for the Moon          | US124 (3 Wo.)US | Country28 (15 Wo.)Country |                                      |
| 1996 | Some Things Are Meant to Be | US164 (4 Wo.)US | Country26 (13 Wo.)Country |                                      |
| 1998 | I’m Yours                   | — | Country61 (5 Wo.)Country |                                      |
| 2016 | Love Remains                | US7 (12 Wo.)US | Country2 (26 Wo.)Country | als Hillary Scott & the Scott Family |

Weitere Alben
- 1991: In a Different Light
- 1992: Linda Davis
- 2003: Family Christmas
- 2004: I Have Arrived
- 2007: Young at Heart

### Singles
| Jahr | Titel Album                                            | Höchstplatzierung, Gesamtwochen, AuszeichnungChartsChartplatzierungen (Jahr, Titel, Album, Platzierungen, Wochen, Auszeichnungen, Anmerkungen) | Anmerkungen                          |
| Jahr | Titel Album                                            | Country | Anmerkungen                          |
| ---- | ------------------------------------------------------ | --- | ------------------------------------ |
| 1982 | If You Could See You Through My Eyes                   | Country63 (7 Wo.)Country | als Teil von Skip & Linda            |
| 1982 | I Just Can’t Turn Temptation Down                      | Country73 (5 Wo.)Country | als Teil von Skip & Linda            |
| 1982 | This Time                                              | Country89 (4 Wo.)Country | als Teil von Skip & Linda            |
| 1988 | All the Good Ones Are Taken                            | Country50 (10 Wo.)Country |                                      |
| 1989 | Back in the Swing Again                                | Country51 (6 Wo.)Country |                                      |
| 1989 | Weak Nights                                            | Country67 (5 Wo.)Country |                                      |
| 1990 | In a Different Light                                   | Country61 (7 Wo.)Country |                                      |
| 1990 | Some Kinda Woman In a Different Light                  | Country68 (5 Wo.)Country |                                      |
| 1994 | Company Time Shoot for the Moon                        | Country43 (13 Wo.)Country |                                      |
| 1994 | Love Didn’t Do It Shoot for the Moon                   | Country58 (8 Wo.)Country |                                      |
| 1995 | Some Things Are Meant to Be                            | Country13 (20 Wo.)Country |                                      |
| 1996 | A Love Story in the Making Some Things Are Meant to Be | Country33 (19 Wo.)Country |                                      |
| 1998 | I Wanna Remember This Black Dog O.S.T.                 | Country20 (21 Wo.)Country |                                      |
| 1999 | I’m Yours                                              | Country38 (19 Wo.)Country |                                      |
| 1999 | From the Inside Out I’m Yours                          | Country60 (7 Wo.)Country |                                      |
| 2016 | Thy Will Love Remains                                  | Country27 (21 Wo.)Country | als Hillary Scott & the Scott Family |

Weitere Singles
- 1991: Three Way Tie
- 1992: There’s Something ’Bout Loving You
- 1992: He Isn’t My Affair Anymore
- 1996: Walk Away
- 2017: Still (als Hillary Scott & the Scott Family)

### Gastbeiträge
| Jahr | Titel Album                               | Höchstplatzierung, Gesamtwochen, AuszeichnungChartplatzierungen (Jahr, Titel, Album, Platzierungen, Wochen, Auszeichnungen, Anmerkungen) | Höchstplatzierung, Gesamtwochen, AuszeichnungChartplatzierungen (Jahr, Titel, Album, Platzierungen, Wochen, Auszeichnungen, Anmerkungen) | Anmerkungen                                     |
| Jahr | Titel Album                               | UK | Country | Anmerkungen                                     |
| ---- | ----------------------------------------- | --- | --- | ----------------------------------------------- |
| 1993 | Does He Love You Greatest Hits Volume Two | UK62 (1 Wo.)UK | Country1 (20 Wo.)Country | mit Reba McEntire Charteinstieg in UK erst 1999 |